# Malawi na Letnich Igrzyskach Olimpijskich 2012
Malawi na Letnich Igrzyskach Olimpijskich 2012, które odbyły się w Londynie, było reprezentowane przez 3 zawodników.
Był to dziewiąty start reprezentacji Malawi na letnich igrzyskach olimpijskich.

## Reprezentanci

### Lekkoatletyka
Mężczyźni
| Zawodnik    | Konkurencja | Eliminacje | Eliminacje | Ćwierćfinał | Ćwierćfinał | Półfinał | Półfinał | Finał   | Finał   |
| Zawodnik    | Konkurencja | Wynik      | Miejsce    | Wynik       | Miejsce     | Wynik    | Miejsce  | Wynik   | Miejsce |
| ----------- | ----------- | ---------- | ---------- | ----------- | ----------- | -------- | -------- | ------- | ------- |
| Mike Tebulo | maraton     | —          | —          | —           | —           | —        | —        | 2:19:11 | 44.     |

Kobiety
| Zawodnik          | Konkurencja | Eliminacje | Eliminacje | Ćwierćfinał | Ćwierćfinał | Półfinał | Półfinał | Finał | Finał   |
| Zawodnik          | Konkurencja | Wynik      | Miejsce    | Wynik       | Miejsce     | Wynik    | Miejsce  | Wynik | Miejsce |
| ----------------- | ----------- | ---------- | ---------- | ----------- | ----------- | -------- | -------- | ----- | ------- |
| Ambwene Simukonda | 400 m       | 54.20      | 37.        | —           | —           | NQ       | NQ       | NQ    | NQ      |

### Pływanie
Kobiety
| Zawodnik        | Konkurencja       | Eliminacje | Eliminacje | Półfinał | Półfinał | Finał | Finał   |
| Zawodnik        | Konkurencja       | Czas       | Miejsce    | Czas     | Miejsce  | Czas  | Miejsce |
| --------------- | ----------------- | ---------- | ---------- | -------- | -------- | ----- | ------- |
| Joyce Tafatatha | 50 m st. dowolnym | 27.74      | 46.        | NQ       | NQ       | NQ    | NQ      |